# Kontomire

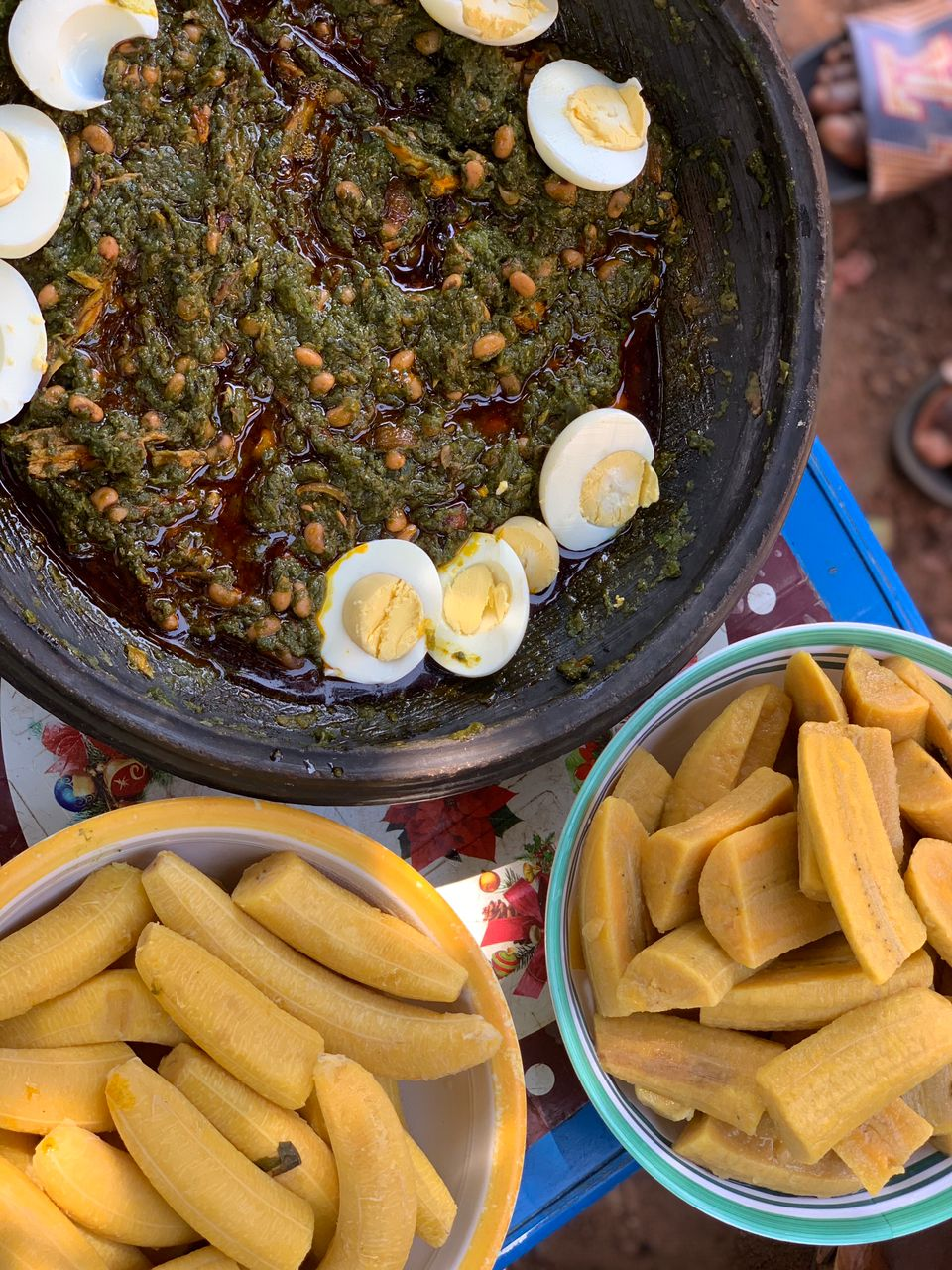
Kontomire mit Eiern und Kochbananen

Kontomire ist ein Eintopf aus Cocoyam-Blättern, der in der ghanaischen Küche sehr beliebt ist. In Ghana wird Kontomire mit einer Vielzahl von Gerichten serviert, darunter gedämpfter Reis, gekochte Yamswurzel und Kochbananen. 